# Draktränaren
Draktränaren (engelska: How to Train Your Dragon) är en amerikansk animerad film från 2010 i regi av Chris Sanders och Dean DeBlois. Filmen är baserad på Cressida Cowells bokserie Hur du tränar din drake. Filmen hade premiär den 26 mars 2010.
Filmen nominerades för Bästa animerade film och Bästa filmmusik under Oscarsgalan 2011, men förlorade till Toy Story 3 respektive Social Network. Filmen vann också tio Annie Awards, för bland annat "Bästa animerade film". Filmen visas som serie på Cartoon Network och Netflix.

## Handling
Handlingen utspelar sig på vikingatiden och handlar om en femtonåring vid namn Hicke Hiskelig Halvulk III, som bor i vikingabyn på ön Dräggö. Trots att Hicke är hövdingen Tryggvåld den Väldiges son, är han en riktig mes. Stammens livsstil är att döda drakar, men till skillnad från resten av stammen misslyckas han varje gång han skall döda en drake.
Men när Hicke väl lyckas fånga en drake, som dessutom anses vara den farligaste av alla drakar, blir han och draken bästa vänner och Hicke upptäcker att drakar inte är så farliga. När ingen tror honom, måste Hicke göra allt för att stoppa byns stora planer på ett gemensamt anfall mot drakarnas näste.

## Rollista
| Karaktärer                 | Engelska röster                                                              | Svenska röster                                                                                             |
| -------------------------- | ---------------------------------------------------------------------------- | --- |
| Hicke Hiskelig Halvulk III | Jay Baruchel                                                                 | Jesper Adefelt                                                                                             |
| Tryggvåld den Väldige      | Gerard Butler                                                                | Johan Hedenberg                                                                                            |
| Gape Rapkäft               | Craig Ferguson                                                               | Johannes Brost                                                                                             |
| Astrid Hofferson           | America Ferrera                                                              | Norea Sjöquist                                                                                             |
| Snor-Per Jorgenson         | Jonah Hill                                                                   | Anton Körberg                                                                                              |
| Fiskfot Ingerman           | Christopher Mintz-Plasse                                                     | Johan Hillgren                                                                                             |
| Flåbuse Torsson            | T.J. Miller                                                                  | Carl-Magnus Lilljedahl                                                                                     |
| Flåbusa Torsson            | Kristen Wiig                                                                 | Emma Lewin                                                                                                 |
| Övriga röster              | David Tennant Robin Atkin Downes Philip McGrade Kieron Elliott Ashley Jensen | Adam Fietz Annika Rynger Göran Thorell My Bodell Petter Sjöström Pierre Tafvelin Ole Ornered Dick Eriksson |